# Alemán centroriental
El alemán centroriental o alemán central oriental (en alemán: Ostmitteldeutsch, pronunciación: /ˈɔstˌmɪtl̩dɔɪ̯t͡ʃ/ⓘ) es un término genérico que agrupa los dialectos orientales del alemán central no fráncicos.
Los dialectos centrales orientales se hablan principalmente en el sur de los estados federados orientales (zona que a menudo se denomina Alemania Central), es decir, Turingia, Sajonia y el sur de Sajonia-Anhalt. Además, también se hablan en zonas fronterizas de Baviera, Hesse, Baja Sajonia y Brandeburgo, y antiguamente en Silesia y Bohemia.

## Dialectos
El alemán centroriental se habla en grandes áreas de lo que hoy se conoce como Alemania Central (Mitteldeutschland). Comprende:
- Turingio (Thüringisch)
- Alto sajón (Obersächsisch)
- Erzgebirgisch
- Lausitzisch-Neumärkisch

Y también:
- Alemán silesio (Schlesisch) (casi extinto)
- Alto prusiano (Hochpreußisch) (casi extinto)

## Particularidades
Como resultado de la expulsión de los alemanes tras la Segunda Guerra Mundial, muchos hablantes de dialectos centrales orientales de los antiguos territorios orientales de Alemania (Silesia, Prusia Oriental y Sudetes) huyeron hacia el oeste de Alemania, donde han adaptado su dialecto. Como resultado, algunos dialectos centrales orientales (como el silesio) están hoy prácticamente extintos.